# Взгляд (интернет-газета, Украина)
«Взгляд» — украинская русскоязычная общественно-политическая интернет-газета. Позиционируется как таблоид. До марта 2014 года издавалась в печати. Первый номер вышел 26 сентября 2012 года. Слоган: «Мы всё видим».
Собственником газеты украинские СМИ называют бывшего вице-премьера Украины Сергея Арбузова. До «Евромайдана» долю в газете также имел сын Виктора Януковича — Александр Янукович. В январе 2013 года появилась интернет-версия газеты.
Главные редакторы: Вячеслав Чечило (2012—2013), Андрей Хрусталёв (2013—2014), Владимир Денисенко (с 2014 года).